# إريك توماس
إريك توماس (بالإسبانية: Erik Thomas)‏ (16 يناير 1995 بإنتري ريوس في الأرجنتين - ) هو لاعب كرة سلة أرجنتيني في مركز هجوم قوي الجسم.

## وصلات خارجية
- إريك توماس على موقع كرة السلة الأوروبية.كوم (الإنجليزية)
- إريك توماس على موقع كلية كرة السلة في سبورتس رفرنس.كوم (الإنجليزية)
- إريك توماس على موقع ريلجم (الإنجليزية)
- إريك توماس على موقع بروبوليرز (الإنجليزية)